# To Anyone
To Anyone es el primer álbum de estudio el grupo surcoreano de K-POP 2NE1. El mismo fue lanzado en fecha 9 de septiembre de 2010 por YG Entertainment y E&M. 2NE1 Trabajó con Yang Hyun Suk, Teddy Park y e.knock para producir el álbum. Musicalmente, el álbum es clasificado como pop, con elementos de R&B, dance y hip hop.
El álbum recibió variadas críticas. Mientras que era alabado por su gran calidad de producción, se hacían quejas sobre un uso excesivo de vocoders o del software auto-tune. To Anyone también estuvo en la lista de mejores álbumes de 2010 de Gaon Albums Chart en Corea del Sur y obtuvo el puesto número uno en una lista mensual. En total, se vendieron más de 150 000 copias.
Fueron lanzados siete sencillos de este álbum. Los primeros fueron canciones en solitario de los miembros; «You and I» (de Bom), «kiss » (de Dara), «Please Don't Go» (de Minzy y CL). Después fue lanzado el primer sencillo grupal de las chicas este fue «Clap Your Hands» seguido de «Go Away» y «Can't Nobody», el último sencillo del álbum fue «It Hurts (Slow)» lanzado en octubre de 2010.

## Desarrollo y antecedentes
En agosto de 2010, el CEO de YG Entertainment, Yang Hyun Suk, anunció que 2NE1 promocionaría tres singles para su primer álbum de larga duración. Cada single promocional tendría un videoclip que lo acompañe. Fueron más tarde anunciados como «Clap Your Hands», «Go Away» y «Can't Nobod«». «Clap Your Hands» fue escrita y compuesta por el productor e.knock, mientras que «Go Away» y «Clap Your Hands» fueron creados por Teddy Park. Dos días después del lanzamiento del álbum, las copias reservadas llegaron a la cantidad de 120 000. Hacia finales de septiembre, el álbum vendió 100 000 copias. El 28 de octubre, se anunció que el grupo iba a relanzar el álbum en Japón  el 8 de diciembre de 2010 bajo la firma japonesa Avex Group. El lanzamiento de To Anyone en Japón marcó el debut del grupo en dicho país. Aunque más tarde se anunció que la fecha de lanzamiento se demoraría, tanto YG como Avex quisieron seguir desarrollando e álbum. También se anunció su venta en Tailandia el 28 de octubre. YG Entertainment también anunció una asociación con Universal Records para lanzar el álbum en las Filipinas.

## Lista de canciones
| N.º   | Título                             | Letras                 | Música                 | Arrangement   | Duración |  |
| 1.    | «Can't Nobody»                     | Teddy                  | Teddy                  | Teddy         | 3:28     |  |
| 2.    | «Go Away»                          | Teddy                  | Teddy                  | Teddy         | 3:39     |  |
| 3.    | «Clap Your Hands» (박수쳐)         | e.knock                | e.knock                |               | 3:42     |  |
| 4.    | «I'm Busy» (난 바빠)               | Big Tone               | PK, Big Tone           | PK            | 3:38     |  |
| 5.    | «It Hurts (Slow)» (아파)           | e.knock, Sunwoo Jungah | e.knock, Sunwoo Jungah | Sunwoo Jungah | 4:16     |  |
| 6.    | «Love Is Ouch» (사랑은 아야야)     | Masta Wu               | Choice37, Big Tone     | Choice37      | 3:53     |  |
| 7.    | «You and I» (Solo de Bom)          | Teddy                  | Teddy                  | Teddy         | 3:54     |  |
| 8.    | «Please Don't Go» (CL y Minzy)     | Teddy                  | Teddy                  | Teddy         | 3:18     |  |
| 9.    | «Kiss» (Dara ft. CL)               | Teddy                  | Teddy                  | Teddy         | 3:33     |  |
| 10.   | «Follow Me» (날 따라 해봐요)       | Teddy                  | Teddy                  | Teddy         | 3:09     |  |
| 11.   | «I Don't Care» (Reggae Remix)      | Teddy, e.knock         | Teddy, e.knock         | Sunwoo Jungah | 3:52     |  |
| 12.   | «Can't Nobody» (Versión en Inglés) | Teddy                  | Teddy                  | Teddy         | 3:28     |  |
| 43:50 |                                    |                        |                        |               |          |  |

## Listas y certificaciones

### Semanales
| Corea del Sur  | Gaon Album Chart    | 1  |
| Estados Unidos | World Albums        | 27 |
| Japón          | Oricon Album Charts | 4  |

## Ventas y certificaciones
| País                       | Ventas  |
| -------------------------- | ------- |
| Corea del Sur (Gaon Chart) | 164,105 |
| Japón (Oricon)             | 45,983  |

## Lanzamiento
| Country       | Date                    | Label                    | Format           |
| ------------- | ----------------------- | ------------------------ | ---------------- |
| Corea del Sur | 9 de septiembre de 2010 | YG Entertainment, CJ E&M | CD               |
|               | 9 de septiembre de 2010 | YG Entertainment, CJ E&M | Digital download |
| Tailandia     | 28 de octubre de 2010   | GMM Grammy               | CD and DVD       |
| Filipinas     | 15 de enero de 2011     | Universal Records        | CD and DVD       |